# Coetupo
Coetupo est une localité située dans la comarque Guna Yala, au Panama, elle-même située dans la partie orientale du pays, à 200 km à l'est de la ville de Panama, capitale du pays. Elle compte 930 habitants,.
Le terrain autour de Coetupo est assez plat au nord, mais il est montagneux au sud-ouest. Au nord-est, la mer est la plus proche de Coetupo. Le point culminant de la région se trouve à 615 mètres d'altitude et à 7,7 km à l'ouest de Coetupo. La grande ville la plus proche est Mulatupu, à 8,2 km au nord-ouest de Coetupo. Dans la région de Coetupo, les îles et îlots sont très fréquents.